# São João do Manteninha
São João do Manteninha é um município brasileiro do estado de Minas Gerais.

## Demografia
Sua população conforme o Censo de 2022 era de 5 331 habitantes.

## Geografia
Localiza-se no Vale do Rio Doce.

## História
A cidade nasceu do "Contestado entre Minas Gerais e Espírito Santo", ocorrido de 1939 a 1956. Ainda uma pequena vila, São João do Manteninha, ora pertencia a um estado, ora pertencia a outro estado, e nestas mudanças houve tumultos, revoltas e conflitos judiciais.
Deixou de ser vila em 1953, quando foi elevada a distrito, desmembrado do distrito de Barra do Ariranha e anexado ao município de Mantena. Sua emancipação ocorreu em 1992.